# التيار المدخلي
المَدْخَلِيَّةُ أو السلفية المدخلية أو التيار المدخلي، نسبةً إلى ربيع المدخلي، أو حزب التجريح اشتقاقًا من كلمة الجرح، ومعناها عند علماء الحديث الطعن بالشخص، هو تيار ديني يقوم أساسه المنهجي على رفض الطائفية والفرقة والتحزب وهي تصنف من ضمن التيارات السلفية. من أدبيات المداخلة عدم جواز معارضة الحاكم وعدم إبداء النصيحة له في العلن، وترى النصيحة له في السر أولى وتعتبر ذلك أصلا من أصول عقيدة أهل السنة والجماعة، ومخالفة هذا الأصل يعتبر خروجا على الحاكم المسلم.
يتميز التيار المدخلي عن غيره من التيارات في اعتباره أن الجماعة المسلمة هي الدولة والسلطان كما ورد عن رسول الله ومن هذا الأصل والمنطلق تشن هجومها على الجماعات الإسلامية والحزبية التي ترى جواز الخروج على الحاكم لأنها ضد مفهوم الجماعة ومن ثم فهم خوارج ومبتدعة في الدين تجب معاداتهم ومحاربتهم. فالهدف الرئيسي عند المداخلة يتمثل في إنهاء الفرقة وتجنب الفتنة في الأمة بالتفافها حول سلطانها.
على الرغم من أن الحركة نشأت في المملكة العربية السعودية إلا أنها فقدت قاعدة دعمها في البلاد لكنها عادت بقوة في الدول العربية بعد أحداث الربيع العربي حيث استخدموا في مشروع الثورات المضادة. وقد وصف المحلل السياسي عمر عاشور الحركة بأنها تشبه طائفة دينية، وأشارت وسائل الإعلام الناطقة باللغة الإنجليزية إلى الجماعة على هذا النحو. يرى خصوم التيار المدخلي بأنهم رجال بسطاء ليس لديهم عمق الفكر والمعرفة. على هذا النحو، ينظر إليهم على أنهم أقل تهديدًا من قبل خصومهم.

## النشأة
ظهر المداخلة بعد تحرير الكويت عام 1991 في دول الخليج العربي والجزائر، وأحياناً يطلق عليهم الجامية نسبة للشيخ محمد أمان الجامي لتشابههم مع منهجه في بعض الأمور وخاصة أن ربيع المدخلي كان أحد أنجب طلابه. كانت الحركة في جوهرها رد فعل ضد جماعة الإخوان المسلمين وحركة الصحوة السعودية المنافسة وكذلك التيار القطبي. كما يعتبر سيد قطب زعيم هذا التيار مرتدًا من قبل المدخلي.
بعد أن استنكر أعضاء رفيعو المستوى في المؤسسة الدينية السعودية الحراك بشكل عام، وانتقاد المفتي العام السعودي ورئيس اللجنة الدائمة عبد العزيز بن عبد الله آل الشيخ لربيع المدخلي على وجه التحديد، فقدت الحركة قاعدتها الداعمة لها في الداخل. لكن يحتفظ المدخلي بشبكة من التلاميذ للترويج لعمله ومراقبة أنشطة رجال الدين المنافسين، وعلى الرغم من أن عدد أتباع جمعية إحياء التراث الإسلامي في الكويت يفوق عدد المداخلة، إلا أنهم يحتفظون بشبكة واسعة في الشرق الأوسط وأوروبا وجنوب شرق آسيا.
في يوم الجمعة 24 أغسطس 2012 قام إسلاميون موالون لمحمد بن هادي المدخلي أحد قادة الحركة وشقيق ربيع المدخلي، بهدم الأضرحة الصوفية في زليتن في ليبيا بمعدات البناء والجرافات. تم إدانة هذا الفعل من قبل 22 منظمة غير حكومية، بالإضافة إلى المسئول الديني الأعلى في الحكومة الليبية بعد الحرب والمديرة العامة لليونسكو إيرينا بوكوفا. قدمت الحكومة الليبية بعد الحرب شكوى إلى الحكومة السعودية بخصوص محمد بن هادي المدخلي، الأستاذ بالجامعة الإسلامية بالمدينة المنورة.
كان الانقطاع الآخر بين المداخلة والتيار الرئيسي للسلفية هو رد الفعل على الربيع العربي، في حين عارض معظم السلفيين في البداية كل من الحرب الأهلية الليبية والحرب الأهلية السورية، فقد ألقوا في النهاية دعمهم للمعارضة في كلتا الحالتين بسبب العنف الشديد من جانب نظامي القذافي والأسد. هاجم المداخلة الأصوليون السائدون لهذه المواقف لكن دعي ربيع المدخلي أتباعه لقتال القذافي في ليبيا نظرًا لعداء القذافي للسعودية.
اعتبارًا من أوائل عام 2019 استمر المداخلة في تلقي الدعم من الحكومة السعودية ووجدوا سببًا مشتركًا مع المشير الليبي خليفة حفتر، الذي وُصف بأنه أقوى أمراء الحرب في ليبيا، خلال الحرب الأهلية الليبية الثانية.

## الأدبيات
التزكيات: لابد لأي شيخ أو داعية، قبل الاستماع إليه أن يحصل على تزكية من أحد رموزهم، وإلا فإنه مشكوك بانتمائه، وبالتالي يكون مبتدعًا لا يجوز الاستماع له.
الامتحان بالأشخاص: وهي أن يُسأل الشخص عن رأيه بقادتهم، ورأيه بمخالفيهم، فإن أجاب بجواب غير موافق لما تقوله الجماعة فهو مبتدع، وإن قال: لا أعرف؛ فهو مبتدع متخفي.
الجهاد: الإيذان بالجهاد إذا توفرت شروطه وفق الكتاب والسنة، وبأمر من السلطان حصرًا.
إنكار المنكر: لا يجوز إنكار أي منكر عام حصل بموافقة الحكومة، ويجب في هذه الحالة على من أراد ابداء استيائه منه، أو إنكاره؛ أن يقول ذلك للحاكم بينه وبينه بالسّر.
ولي الأمر: يؤمن المداخلة بأن كل حاكم ينتسب إلى الإسلام يجب له السمع والطاعة حتى لو وقع بالمكفرات المجمع عليها، عدا الاعتراف بأن الصلاة غير واجبة، أما الكافر إذا كان بالمقدور نزعه دون نزول الدم من المسلمين فيجب نزعه وإلا فيصبر المسلمون حتى يقض الله أمراً كان مفعولا ولي أمر له السمع والطاعة.
المنابزة: وهي إطلاق اسم خاص على مخالفيهم، ونسبتهم إلى شخص معيّن، مع أن غالب خصومهم ليسوا في الواقع أتباعًا لأحد، ومن أمثلة ذلك (الحجورية) نسبة إلى يحيى الحجوري، (القطبية) نسبة لسيد قطب، (الحدادية) نسبة إلى محمود حداد. وغيرها الكثير من الألقاب، يطلقونها على أشخاص ليسوا منتمين إلى ذلك الشخص، وإنما قد يمسكون على المنبوز عبارة يترحم فيها على شخص من خالفيهم، أو ينقل له قولًا، أو ينصفه في موقف، بل وصل الأمر بأحد الأشخاص وهو هشام البيلي الذي وصفوه بأنه حدّادي، إلى البراءة العلنية من محمود حداد، والغلو في مدح ربيع المدخلي وشرح رسائله، وكل هذا لم يشفع له لأنه ينتقد محمد سعيد رسلان، فلا يزالون يسمونه بالحدادي.

## المناظرات

### الإصلاحيون
يقول الإصلاحيون أن الجامية ما هم إلا شتات جمعه النظام فلا تجمعهم سوى قضية تصنيف الناس وتفسيقهم وتبديعهم والكراهية لكل الناس ولا أدل على ذلك من كثرة تفرقهم وتشتتهم واختلافهم على بعضهم فعلى سبيل المثال لا الحصر انقسم الجامية المداخلة في الكويت فقط إلى ست جماعات تشتم كل جماعة الأخرى وتتكلم كل مجموعة في غيرها وعلى سبيل المثال منطقة خيطان والقرين والخالدية والرقة والفحيحيل والجهراء بل في خيطان وحدها ثلاث جماعات وفي مدينة رسول الله ﷺ ثلاث جماعات مدخلية، وفي الرياض كذلك وفي المنطقة الجنوبية والشرقية والوسطى وغيرها.
ومن صفاتهم قسوة القلب فما تركوا عالما ولا شيخا ولا إماما ولا جماعة ولا فرقة إلا لمزوها، ولم يسلم منهم إلا ولي الأمر. فالجامية المداخلة هم الذين قدموا تقريرا مفصلا عن الصحوة الإسلامية وخطرها على الأمة، قدموه لمؤتمر وزراء الداخلية العرب لمكافحة الإرهاب. وهم الذين بلغوا عن كثير من التسجيلات الإسلامية في كل أنحاء العالم ليتم اغلاقها ومصادرة ما فيها بحجة أنها تنشر الإرهاب. وهم الذين بلغوا عن مئات الطلبة ليتم فصلهم من الدراسة أو الوظيفة وهم في أوج تفوقهم وتقدمهم سواء في الدراسات العليا أو الجامعية. وهم الذين عملوا جواسيس بين الشباب لنقل اخبارهم في حلهم وترحالهم وجلوسهم وقعودهم.
وقال عبد الله بن جبرين:«الجامية قوم يغلب عليهم انهم من المتشددين على من خالفهم، والذين يحسدون كل من ظهر وكان له شهرة فيدخلون عليهم ويصدق عليهم الحسد، فلأجل ذلك صاروا يتنقصون كل من برز من العلماء ويعيبونهم ويتتبعون عثراتهم، ويسكتون عن العثرات في ما بينهم».»

### الجهاديون
يتهم الجهاديون أتباع التيار المدخلي بحرمان جهاد الدفع للمحتل حتى يظهر الإمام، وسعوا بالوشاية ببقايا الشباب المسلم عند الأنظمة والحكومات. يصر التيار الجهادي على عدم يوجد ولي أمر شرعي بسبب أن الحاكم بغير ما أنزل الله الذي لا يسوس الدنيا بالدين ليس له الولاية الشرعية ويستدلون بقول النبي ﷺ «وإن أمِّرَ عليْكم عبدٌ حبشيٌّ مجدَّعٌ فاسمعوا لَهُ وأطيعوا ما أقامَ لَكم كتابَ اللَّهِ» وفي روايات أخري «ما قادَكم بِكتابِ اللَّه». ويشترط الماوردي في الأحكام السلطانية بأن من مهام ولي الأمر أن يحكم بشريعة الله فيقول: «والذي يلزمه من الأمور العامة عشرة أشياء أحدها حفظ الدين على أصوله المستقرة، وما أجمع عليه سلف الأمة. الثاني تنفيذ الأحكام بين المتشاجرين. الثالث حماية البيضة والذب عن الحريم. والرابع إقامة الحدود. والخامس تحصين الثغور. والسادس جهاد من عاند الإسلام. والسابع جباية الفيء والصدقات على ما أوجبه الشرع. والثامن تقدير العطايا وما يستحق في بيت المال. التاسع استكفاء الأمناء وتقليد النصحاء. العاشر أن يباشر بنفسه مشارفة الأمور وتصفح الأحوال . وهذا وإن كان مستحقا عليه بحكم الدين ومنصب الخلافة، فهو من حقوق السياسة لكل مسترع، قال النبي ﷺ كلكم راع وكلكم مسئول عن رعيته.» كما يستدلون بإجازة بعض علماء أهل السنة بخلع الحاكم إذا عطل أجزاء من الدين أو شرع محرمًا أو عطل الحدود أو كان ظالمًا جائرا إحتجاجا بخروج الحسن بن علي وخروج الصحابة والقراء علي الحجاج وخروج أهل المدينة في الحرة فيقول القرطبي: «لو تركَ الإمام إقامةَ قاعدةٍ من قواعد الدين؛ كإقام الصلاة، وصوم رمضان، وإقامة الحدود، ومَنَع من ذلك، وكذلك: لو أباحَ شُربَ الخمر والزنا، ولم يمنع منهما، لا يُختلف في وجوب خَلْعِهِ، فأمَّا لو ابتدعَ بدعةً، ودعا النَّاسَ إليها، فالجمهور: على أنه يُخْلَع.» ويقول ابن حجر العسقلاني: «وقسمٌ خرجوا غضبًا للدين، من أجل جَور الولاة وتَرْك عملِهم بالسُّنة النبوية؛ فهؤلاء أهلُ حقٍّ، ومنهم: الحسن بن علي، وأهل المدينة في الحرَّة، والقرَّاء الذين خرجوا على الحجَّاج.»

### المدخليون
يعرف المداخلة أنفسهم بأنهم يؤيدون السمع والطاعة لولاة الأمور في المعروف، ويدعون لهم بالصلاح والعافية والتوفيق وحسن البطانة سواء في مجالسهم الخاصة وفي خطب الجمعة والمحاضرات والمقالات. وأنهم يحذرون من الخروج على ولاة الأمور، وينهون عن شق عصا الطاعة ويحذرون من الفكر التكفيري ورموزه وهم مَن ينشر فتاوى العلماء ومؤلفاتهم التي تحذر من الجماعات الحزبية كجماعة الإخوان المسلمين، وجماعة التبليغ وأمثالهم وهم من ينشر فتاوى العلماء التي تحذر من الطرق المخترعة المبتدعة في الدعوة إلى الله كالأناشيد المسماة بالإسلامية، والتمثيل، والقصص وأمثالها، ومن ينشر فتاوى العلماء ومؤلفاتهم في الردود التي تكشف عن أخطاء الجماعات وأخطاء الدعاة التي تمس العقيدة أو تمس منهج الدعوة إلى الله تعالى.
وأنهم هم من يحذر الشباب من الانخراط في الفتن التي لبست بلباس الجهاد وهي لم تستوف شروط الجهاد الشرعي ومن يحذر من استغلال الأنشطة الخيرية المشروعة لتحزيب الشباب وضمهم إلى التيارات التكفيرية التدميرية ومن لم يرتض أن ينضم تحت لواء أي فرقة من الفرق وإنما اكتفى باسم الإسلام والسنة والانتماء إلى السلف الصالح لا يتعصب لفرقة، ولا يتعصب لرأي، ولا يسير على منهاج دعوي مخترع ومن يحرص على التوحيد دعوة وبيانا، ويحرص على بيان الشرك تنبيها وتحذيرا، ويعتني بنشر العلم الشرعي وبيان البدع حسب استطاعه ومن يوقر العلماء العاملين الذين بذلوا أنفسهم لنشر العلم الشرعي، وبذلوا أنفسهم لرد البدع والتحذير من أهلها، يحبهم في الله ولا يطعن فيهم ولا يسميهم علماء حيض ونفاس ولا علماء سلاطين ولا يلمزهم بشيء من صفات النقص، مع اعتقاده أنهم بشر يخطئون ويصيبون، لكن يكفيهم فضلا ونبلا أنهم في غاية الحرص على موافقة الكتاب والسنة ومنهاج السلف الصالح.

## كتب ترد على المداخلة
- تصنيف الناس بين الظن واليقين، لبكر أبو زيد
- رفقا أهل السنة بأهل السنة، لعبد المحسن العباد
- كتاب جمع فيه 60 خطأ في العقيدة لمحمد سعيد رسلان[20]
- الكشف الجلي عن ظلمات ربيع المدخلي[21]
- إشكالية المرجعية في الفكر السلفي المدخلي، لعبد الباسط ناشي، 2013
- القول البديع في نصح الشيخ ربيع لأحمد بن أبي العينين . طباعة دار (ابن عقيل)